# Благовещенский монастырь (Муром)
Благове́щенский монасты́рь — православный мужской монастырь Муромской епархии Русской православной церкви. Расположен на площади Крестьянина в центральной части города Мурома.

## История

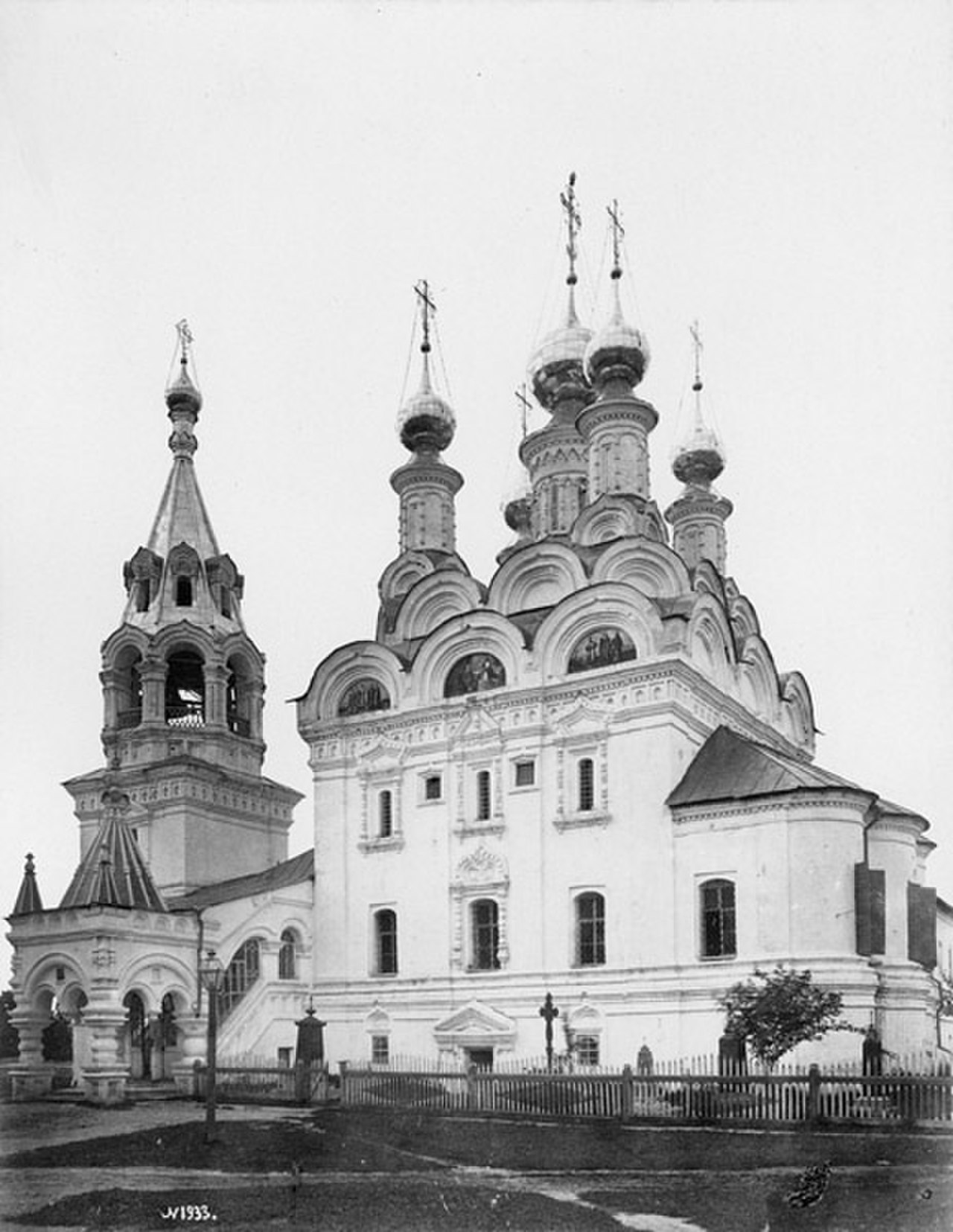
Благовещенский собор в 1889 году. (Фото И. Ф. Барщевского)

Возник на месте деревянной церкви Благовещения Пресвятой Богородицы, сооружение которой церковное предание приписывает святому благоверному князю Константину (Ярославу) Святославичу — младшему сыну черниговского князя Святослава Ярославича, внуку великого киевского князя Ярослава Мудрого (по мнению некоторых источников, мог быть внуком Ярослава Святославича Рязанского).
В церковном сказании излагается следующая история. Местные жители долгое время исповедовали языческую религию и обожествляли силы природы. Узнав об этом, князь Константин выпросил у своего отца Муром себе в удел, чтобы обратить жителей города в христианскую веру. В этом богоугодном деле ему помогали сыновья Михаил и Федор. Муромские язычники, не хотели принимать князя, сопротивлялись и даже убили его младшего сына Михаила. Однако затем, потрясенные чудесным знамением от привезенной из Византии иконы Божией Матери, названной впоследствии Муромской, они раскаялись в своем злодеянии, и приняли крещение в водах близлежащего озера Кстово..
Известно, что в этом храме молился святой епископ Василий.
В 1547 году на основе местного почитания было совершено общецерковное прославление благоверного князя Константина и чад его Михаила и Феодора.
Монастырь основан в 1553 году Иваном Грозным, посетившим Муром в 1552 году во время похода на Казань.
С 1555 года в Благовещенском соборе открыто почивали мощи князя Константина.
В 1616 году монастырь был разрушен и разграблен поляками. На протяжении XVII века обитель постепенно возрождалась из руин.
Муромский купец Тарасий Цветнов вновь отстроил в 1664 году Благовещенский собор и установил на колокольне часы.
В 1791 году на территории монастыря было открыто Муромское духовное училище. В 1792 году обитель пережила пожар, однако каменные строения и главные святыни уцелели. В связи с пожаром Муромское духовное училище было переведено в дом смотрителя, а в 1800 году закрыто.
Во время Отечественной войны 1812 года в монастыре хранились Иверская и Владимирская иконы Божией Матери.
В 1866 году монастырю был усвоен второй класс. В 1867—1882 годах им управляли епископы Муромские, викарии Владимирской епархии.
Монастырь был закрыт в 1919 году, но братия, поселившись в городе, продолжала служить в соборе.
22 мая 1923 года произошло вскрытие мощей святых благоверных князей Константина, Михаила и Феодора, после чего они были перевезены в музей, где находились до января 1989 года.
В 1940 году собор был закрыт, но возобновлён два года спустя как приходской храм.
В 1946 году здесь служил иеромонах Пимен (Извеков), впоследствии патриарх Московский и всея Руси.

### Настоятели
- 1800—1820 — Феофил, игумен

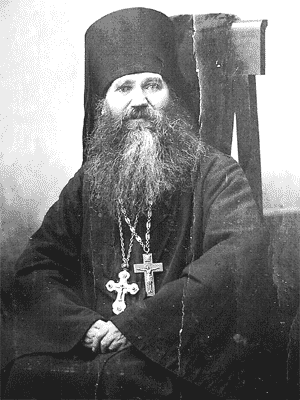
Архимандрит Мелхиседек (Бирев)

- 1821—1825 — Никодим (Быстрицкий), игумен
- 1825—1830 — Иероним (Агриков), игумен
- 1831—1833 — Прокопий (Разумовский), игумен
- 1833—1843 — Варлаам (Вигилянский), игумен
- 1843—1845 — Нифонт (Успенский), игумен
- 1845—1856 — Иннокентий (Флоринский), игумен
- 1857—1858 — Гедеон, игумен
- 1858—1860 — Маркеллин, архимандрит
- 1858—1860 — Алексий (Новосёлов), архимандрит
- 1868—1868 — Андрей (Поспелов), епископ Муромский
- 1870—1882 — Иаков (Кротков), епископ Муромский
- 1882—1894 — Алексий (Полисадов)[вд], архимандрит
- 1894—1897 — Мисаил (Смирнов), архимандрит
- 1899—1912 — Александр (Миртов), архимандрит
- 1913—1913 — Никон (Троицкий), архимандрит
- 1913—1915 — Николай (Строев), игумен (и в 1918)
- 1915—1930 — Мелхиседек (Бирев)[вд], архимандрит
- 1991—1993 — Сильвестр (Смердов), игумен
- 1994— — Кронид (Козлов), архимандрит

## Современная жизнь обители
В сентябре 1991 года определением Священного Синода в Благовещенском монастыре возобновилась монашеская жизнь.
В крипте собора покоятся мощи святителя Василия Муромского — «просветителя муромских народов» и преподобного Иулиана (Кочукова) — подвижника XVII в.
В некрополе монастыря похоронены выдающиеся жители Мурома и священнослужители, среди них — настоятель монастыря архимандрит Алексий (Полисадов) — прадед поэта Андрея Вознесенского.

## Устройство
Главной церковью монастыря является Благовещенский собор (начало строительства — XVI век, перестроен в 1660-е годы). Внешняя отделка собора является одним из хрестоматийных примеров узорочья. Благовещенский собор был единственным зданием, пережившим разорение монастыря в Смутное время. К собору пристроена шатровая колокольня. Надвратная Стефаниевская церковь традиционно датируется 1716 годом. В 1811 году была сооружена монастырская ограда с башенками.

## Некрополь
В некрополе монастыря погребен прах многих выдающихся горожан.
Благовещенский монастырь воспет Андреем Вознесенским в поэме «Андрей Полисадов» — о предке поэта, настоятеле монастыря архимандрите Алексии (Полисадове), похороненном за алтарём собора.